# Road map for peace
La Road map for peace (in inglese letteralmente la "tabella di marcia per la pace") è un piano per risolvere il conflitto israelo-palestinese proposto dal Quartetto di enti internazionali: gli Stati Uniti, l'Unione europea, Russia e Nazioni Unite. I principi del piano sono stati delineati dal Presidente degli Stati Uniti George W. Bush in un discorso pronunciato il 24 giugno 2002, in cui ha annunciato proposte per uno Stato di Palestina (Stato palestinese) indipendente che viva fianco a fianco con Israele, in pace.

## Vincoli
In cambio di questa situazione, la Road Map richiede che l'Autorità palestinese effettui riforme democratiche e abbandoni l'uso del terrorismo.
Israele, per parte sua, deve sostenere e accettare l'emergere di una riforma del governo palestinese e porre fine alle attività di insediamento nella Striscia di Gaza e in Cisgiordania.

## Le 3 fasi
La Road Map comprendeva tre fasi con l'obiettivo ultimo di porre fine al conflitto entro il 2005.
- Fase I (prima del maggio 2003): Fine di violenza palestinese; riforma della politica palestinese; ritiro israeliano e congelamento dell'espansione delle colonie; elezioni palestinesi.
- Fase II (entro giugno-dicembre 2003): Conferenza internazionale a sostenere la ripresa economica palestinese e avviare un processo che porti alla creazione di uno Stato palestinese indipendente con frontiere provvisorie; rinascita di impegno multilaterale su questioni regionali comprese le risorse idriche, l'ambiente, lo sviluppo economico, dei profughi e il controllo degli armamenti; Gli Stati arabi dovevano ripristinare i contatti pre-intifada con Israele (uffici commerciali, ecc.)
- Fase III (prima del 2004-2005): seconda conferenza internazionale; status permanente accordo e fine del conflitto; accordo su confini definitivi al fine di chiarire la questione molto controversa della sorte di Gerusalemme, dei rifugiati e degli insediamenti; stati arabi dovranno accettare la pace con Israele.